# Eurocoelotes xinpingwangi
Eurocoelotes xinpingwangi là một loài nhện trong họ Amaurobiidae.
Loài này thuộc chi Eurocoelotes. Eurocoelotes xinpingwangi được miêu tả năm 2009 bởi Deltshev.